# لويس بيرير
لويس بيرير (بالفرنسية: Louis Perrier)‏ (و. 1875 – 1953 م) هو طبيب، وعالم عقيدة، من فرنسا، توفي عن عمر يناهز 78 عاماً.